# Hypocrita caladon
Hypocrita caladon är en fjärilsart som beskrevs av Pieter Cramer 1777. Hypocrita caladon ingår i släktet Hypocrita och familjen björnspinnare. Inga underarter finns listade i Catalogue of Life.